# لیگا پوکال ۲۰۰۷
لیگا پوکال ۲۰۰۷ یازدهمین و آخرین دوره از مسابقات لیگا پوکال بود. این مسابقات، به دلیل مسابقات یورو ۲۰۰۸، برای آن سال برنامه‌ریزی نشد و از سال ۲۰۰۹ دیگر برگزار نشد. دو دوره سوپرجام غیر رسمی در سال‌های ۲۰۰۸ و ۲۰۰۹ جایگزین این رقابت‌ها شد و از سال ۲۰۱۰ بازی‌های سوپرجام با عنوان DFL-Supercup به شکلی رسمی برگزار شد.
لیگا پوکال ۲۰۰۷ با یک تغییر جزئی در قالب  رقابت‌ها همراه شد و آن حضور قهرمان بوندسلیگا .۲ (در این دوره، کارلسروهه) به جای تیم رده پنجم بوندسلیگا بود. در پایان این دوره، بایرن مونیخ با پیروزی ۱–۰ مقابل شالکه، ششمین عنوان قهرمانی خود را بدست آورد.

## باشگاه‌های شرکت‌کننده
در مجموع شش تیم به این مسابقات راه یافتند. برچسب‌های داخل پرانتز نشان می‌دهد که هر تیم چگونه به این مسابقات راه یافته است:
- اول، دوم، سوم، چهارم: جایگاه در بوندسلیگا
- cw: قهرمان جام حذفی
- 2BL: قهرمان بوندسلیگا .۲
- TH: دارنده عنوان قهرمانی فصل قبل لیگا پوکال

| بازی‌های نیمه‌نهایی | بازی‌های نیمه‌نهایی   |
| ----------------- | ------------------- |
| اشتوتگارت (اول)   | نورنبرگ (cw)        |
| دور مقدماتی       |                     |
| شالکه (دوم)       | بایرن مونیخ (چهارم) |
| وردربرمنTH (سوم)  | کارلسروهه (2BL)     |

## بازی‌ها

### دور مقدماتی
| شالکه        | ۱ – ۰ | کارلسروهه |
| ------------ | ----- | --------- |
| آلتین‌توپ ۳۵' | گزارش |           |

| وردربرمن    | ۱ – ۴ | بایرن‌مونیخ                                      |
| ----------- | ----- | ----------------------------------------------- |
| بوروفسکی ۹' | گزارش | شواینشتایگر ۲۳' · آلتین‌توپ ۲۷' · ریبری ۳۵'، ۵۴' |

### نیمه‌نهایی
| نورنبرگ       | ۲ – ۴ | شالکه                                                    |
| ------------- | ----- | -------------------------------------------------------- |
| ویتک ۲۰'، ۷۳' | گزارش | کوبیاشویلی ۳۸' · ارنشت ۴۳' · لوونکرندز ۴۵' · وشترمان ۵۸' |

| اشتوتگارت | ۰ – ۲ | بایرن مونیخ          |
| --------- | ----- | -------------------- |
|           | گزارش | ریبری ۸' · واگنر ۶۶' |

### فینال
| بایرن مونیخ | ۱–۰   | شالکه ۰۴ |
| ----------- | ----- | -------- |
| کلوزه ۲۹'   | گزارش |          |

## یادداشت
1. 1 2 3 4 5  نام ورزشگاه مطابق با نامش در روز بازی است.